# Episodi di Ally McBeal (seconda stagione)
La seconda stagione della serie televisiva Ally McBeal è stata trasmessa per la prima volta negli USA sul canale Fox dal 14 settembre 1998 al 24 maggio 1999.
In Italia è stata invece trasmessa in prima visione da Canale 5 dal 2 agosto al 3 settembre 2001. 
In questa stagione Portia de Rossi e Lucy Liu vengono accreditate come regular solo dal 10º episodio, mentre Vonda Shepard viene accreditata come regular.
| nº | Titolo originale             | Titolo italiano          | Prima TV USA      | Prima TV Italia  |
| -- | ---------------------------- | ------------------------ | ----------------- | ---------------- |
| 1  | The Real World               | Sogno o realtà           | 14 settembre 1998 | 2 agosto 2001    |
| 2  | They Eat Horses, Don't They? | Il nemico delle donne    | 21 settembre 1998 | 3 agosto 2001    |
| 3  | Fools Noght Out              | La cruda verità          | 28 settembre 1998 | 6 agosto 2001    |
| 4  | It's My Party                | La festa di Ally         | 19 ottobre 1998   | 7 agosto 2001    |
| 5  | Story of Love                | Storia d'amore           | 26 ottobre 1998   | 8 agosto 2001    |
| 6  | World's Without Love         | Una vecchia fiamma       | 2 novembre 1998   | 9 agosto 2001    |
| 7  | Happy Tails                  | Addio Happy              | 9 novembre 1998   | 10 agosto 2001   |
| 8  | Just Looking                 | Mai dire ex              | 16 novembre 1998  | 13 agosto 2001   |
| 9  | You Never Can Tell           | I rischi del cuore       | 23 novembre 1998  | 14 agosto 2001   |
| 10 | Making Spirits Bright        | Buon Natale a tutti      | 14 dicembre 1998  | 15 agosto 2001   |
| 11 | In Dreams                    | Il mondo dei sogni       | 11 gennaio 1999   | 16 agosto 2001   |
| 12 | Love Unlimited               | Cuori infranti           | 18 gennaio 1999   | 17 agosto 2001   |
| 13 | Angels and Blimps            | Un angelo tra noi        | 8 febbraio 1999   | 20 agosto 2001   |
| 14 | Pyramids on the Nile         | Gelosia                  | 15 febbraio 1999  | 21 agosto 2001   |
| 15 | Sideshow                     | Una psicanalista per due | 22 febbraio 1999  | 22 agosto 2001   |
| 16 | Sex, Lies and Politics       | Il prezzo di un bacio    | 1º marzo 1999     | 23 agosto 2001   |
| 17 | Civil War                    | Guerra civile            | 5 aprile 1999     | 24 agosto 2001   |
| 18 | Those Lips, That Hand        | Amore per sempre         | 19 aprile 1999    | 27 agosto 2001   |
| 19 | Let's Dance                  | La gara di ballo         | 26 aprile 1999    | 28 agosto 2001   |
| 20 | Only the Lonely              | L'avvocato innamorato    | 3 maggio 1999     | 29 agosto 2001   |
| 21 | The Green Monster            | Un uomo in affitto       | 10 maggio 1999    | 30 agosto 2001   |
| 22 | Love's Illusions             | L'amore è un'illusione   | 17 maggio 1999    | 31 agosto 2001   |
| 23 | I Know Him by Heart          | L'uomo ideale            | 24 maggio 1999    | 3 settembre 2001 |

## Sogno o realtà
- Titolo originale: The Real World
- Diretto da: Jonathan Pontell
- Scritto da: David E. Kelley

### Trama
Irritati per il fatto che lo studio legale non stia facendo abbastanza soldi, Fish e Cage decidono di assumere un altro associato, un "fattore di pioggia" in grado di attirare clienti redditizi. Assumono così Nelle Porter, un attraente avvocato fra i venticinque e i trent'anni, proveniente da uno studio rispettabile. Nel suo primo giorno, Nelle riesce a irritare Ally, Georgia ed Elaine, ma Fish e Cage sembrano molto contenti di lei. Nel frattempo, Ally difende una donna sulla trentina accusata di aver fatto sesso con una minorenne. Quando il ragazzo testimonia, Ally si ritrova attratta da lui.
- Guest star: Richard Lee Jackson (Jason Tresham), Caitlin Dulany (Laura Jewell), Susan Krebs (giudice Lee Kensington), Tracey Ullman (dottoressa Tracey Clark).

## Il nemico delle donne
- Titolo originale: They Eat Horses, Don't They?
- Diretto da: Mel Damski
- Scritto da: David E. Kelley

### Trama
L'amica e cliente di Nelle, Ling Woo, fa causa a un DJ radiofonico per aver fatto commenti sessualmente espliciti in onda; e con disgusto di Ally, abbandona il caso come tattica legale. Georgia e John difendono il proprietario di un ristorante citato in giudizio da due clienti per aver servito loro carne di cavallo.
- Guest star: James Sutorius (avvocato di Daley), Albert Hall (giudice Seymore Walsh), Mark Metcalf (avvocato Walden), Tim Thomerson (signor Daley), Stuart Pankin (signor Handy), J. Karen Thomas (Karen Martin-Gray), Marty Levy (annunciatore TV), Wayne Newton (Harold Wicks), David Ogden Stiers (giudice Andrew Peters).

## La cruda verità
- Titolo originale: Fools Night Out
- Diretto da: Peter MacNicol
- Scritto da: David E. Kelley

### Trama
Ling fa causa a un chirurgo plastico che ha spacciato il seno naturale della sua infermiera come un intervento implantare. Georgia è sconvolta dal coinvolgimento di Billy nel processo. Ally rappresenta un pastore che, dopo aver interrotto una relazione con la direttrice del suo coro, viene insultato da lei con canzoni offensive.
- Guest star: Jennifer Holliday (Lisa Knowles), Harrison Page (reverendo Mark Newman), Gerry Becker (avvocato Myron Stone), Kyren Ann Butler (Jody Silverman), Lydia Look (Leigh Woo).

## La festa di Ally
- Titolo originale: It's My Party
- Diretto da: Jace Alexander
- Scritto da: David E. Kelley

### Trama
Ally difende George Madison, direttore di una rivista femminista licenziato per le sue opinioni religiose sulle donne. Ally si ritrova attratta da George, ma Elaine sostiene che lei considera George come un oggetto. Il giudice dice ad Ally di smettere di indossare minigonne in tribunale; e quando rifiuta, viene disprezzata e presa in custodia. Ally organizza una cena che finisce nel caos quando scoppia una discussione sui diritti delle donne.
- Guest star: Albert Hall (giudice Seymore Walsh), Shawn Michael Howard (Ben), Lee Wilkof (procuratore distrettuale Nixon), Claudette Nevins (signora Hollings), John Ritter (George Madison).

## Storia d'amore
- Titolo originale: Story of Love
- Diretto da: Tom Moore
- Scritto da: David E. Kelley

### Trama
Ally viene arrestata dopo una lite con una giovane donna arrabbiata con la sua migliore amica per aver rubato il suo ragazzo. Dopo che Ally ha accettato di rappresentarla in tribunale, scopre la tendenza della donna a licenziare i suoi avvocati. George inizia a mostrare interesse per Ally ed Elaine la implora di non uscire con lui. John porta la sua raganella da compagnia, Stefan, che sta allenando per una competizione.
- Guest star: Josh Evans (Oren Koolie), LaTanya Richardson (avvocato Yvette Rose), Kristin Dattilo (Laura Payne), Eric Christmas (giudice Maynard Snipp), Natasha Gregson Wagner (Hannah Puck), John Ritter (George Madison).

## Una vecchia fiamma
- Titolo originale: Worlds Without Love
- Diretto da: Arvin Brown
- Scritto da: David E. Kelley

### Trama
Renee incontra Matt, una vecchia fiamma che è attualmente sposata, che lei chiama il suo "Billy". Ally rappresenta una suora costretta a lasciare il suo ordine dopo aver infranto il voto di celibato. John perde Stefan, che riappare in una tazza del gabinetto, ma una Georgia in preda al panico e Nelle riescono a ferire la ranocchia, lasciandola in coma.
- Guest star: Lee Wilkof (procuratore distrettuale Nixon), Kellie Waymire (Chrissa), Richard T. Jones (Matt Griffin), Dyan Cannon (Jennifer 'Whipper' Cone).

## Addio Happy
- Titolo originale: Happy Trails
- Diretto da: Jonathan Pontell
- Scritto da: David E. Kelley

### Trama
John e Richard sono nervosi all'idea di avere il primo bacio nelle rispettive relazioni. Stefan si riprende e viene salvato da Ling dopo essere saltato da una finestra. Tuttavia, durante un pasticcio in un ristorante cinese, John, Ling e i loro amici mangiano inconsapevolmente Stefan. Gli avvocati sono rattristati dall'improvvisa morte del giudice Happy Boyle.
- Guest star: Phil Leeds (giudice Dennis 'Happy' Boyle), Melanie Chartoff (Joanne Poole), John Fleck (avvocato Spicer), Louis Giambalvo (Harold Jordan), Rob Schneider (Ross Fitzsimmons), Dyan Cannon (Jennifer 'Whipper' Cone).

## Mai dire ex
- Titolo originale: Just Looking
- Diretto da: Vincent Misiano
- Scritto da: Shelly Landau e David E. Kelley

### Trama
Nelle, Ally e Georgia difendono Ling quando viene citata in giudizio da un gruppo di madri locali che protestano contro il suo club di lotta nel fango, che considerano pornografico. John e Richard vanno sotto copertura al club per la ricerca. Ally esce con Ray, il consiglio avversario e un vecchio amico di Georgia.
- Guest star: Justin Theroux (Raymond Brown), Tony Plana (giudice Warren Figueroa), Christine Ebersole (Marie Stokes), Eric Scott Woods (Jack Clooney), Reese Selley (vigile del fuoco).

## I rischi del cuore
- Titolo originale: You Never Can Tell
- Diretto da: Adam Nimoy
- Scritto da: David E. Kelley

### Trama
Ling fa causa a un dipendente di sesso maschile perché afferma che lui abbia pensieri sessuali su di lei. Renee organizza un appuntamento al buio con Ally, ma il loro appuntamento è un disastro quando Ally si ritrova il dito incastrato in una palla da bowling. Nelle chiede a John di uscire per un appuntamento altrettanto disastroso.
- Guest star: Bob Glouberman (Wally Pike), Murray Rubin (Seymore), Michael Reilly Burke (signor Wells), Neil Giuntoli (Ralph Witton), Larry Brandenburg (giudice Raynsford Hopkins), Tracey Ullman (dottoressa Tracey Clark).

## Buon Natale a tutti
- Titolo originale: Making Spirits Bright
- Diretto da: Peter MacNicol
- Scritto da: David E. Kelley

### Trama
Richard difende un cliente che afferma di essere stato licenziato per aver visto un unicorno. Ally trova un legame con lui, poiché anche lei ha visto un unicorno in gioventù. Renee e Matt portano la loro relazione al livello successivo, solo che Renee scopre che Matt è ancora con sua moglie e che lei è incinta.
- Guest star: Lee Wilkof (procuratore distrettuale Nixon), Richard T. Jones (Matt Griffin), John de Lancie (Jackson Poile), Mark Linn-Baker (Sheldon Maxwell), Dyan Cannon (Jennifer 'Whipper' Cone).

## Il mondo dei sogni
- Titolo originale: In Dreams
- Diretto da: Alex Graves
- Scritto da: David E. Kelley

### Trama
L'insegnante di scuola preferita di Ally è malata terminale e vuole il diritto di vivere il resto della sua vita in coma farmacologico. Nelle rompe con John, dopo aver detto a Richard che pensa che John sia gay perché non hanno fatto sesso.
- Guest star: Jesse L. Martin (dottor Greg Butters), Eileen Ryan (Bria Tolson), James Greene (padre Robert McNamara), Joel Polis (avvocato Woodson), Sam Anderson (Mark Harrison), Dyan Cannon (Jennifer 'Whipper' Cone).

## Cuori infranti
- Titolo originale: Love Unlimited
- Diretto da: Dennie Gordon
- Scritto da: David E. Kelley

### Trama
Ally difende una donna sposata da 9 anni con un uomo che ora vuole l'annullamento sulla base del fatto che era pazzo quando si sono sposati. John e Ally frequentano la terapia insieme, dopo che entrambe le loro vite amorose hanno vacillato.
- Guest star: Jesse L. Martin (dottor Greg Butters), Lisa Thornhill (Kimberly Goodman), Caroline Aaron (Laura Dipson), Vyto Ruginis (signor Goodman), Francesca P. Roberts (giudice Cynthia Harris), Christopher John Fields (avvocato del signor Goodman), Joel Brooks (dottor Hubbell), Bruce Willis (dottor Nickle - non accreditato).

## Un angelo tra noi
- Titolo originale: Angels and Blimps
- Diretto da: Mel Damski
- Scritto da: David E. Kelley

### Trama
Durante un viaggio in ospedale per far visita a Greg, Ally incontra un ragazzino affetto da leucemia. Il bambino vuole citare in giudizio Dio; ma quando Ally gli dice che non è possibile, Ling rivela che lo aiuterà. John e Richard rappresentano un uomo che ha tentato di uccidere sua moglie e il suo amante.
- Guest star: Jesse L. Martin (dottor Greg Butters), Mary Mara (Julie Stall), Randy Oglesby (Harvey Kent), Talia Balsam (Shelia Kent), Gary Graham (Rodney Wilcox), H. Richard Greene (giudice Paul Stewart), Fred Sanders (dottor Burns), Keith MacKechnie (Arthur Gale), Haley Joel Osment (Eric Stall).

## Gelosia
- Titolo originale: Pyramids on the Nile
- Diretto da: Elodie Keene
- Scritto da: David E. Kelley

### Trama
Richard accetta di assumere Ling, con fastidio dello studio tranne Nelle. Nelle e John difendono una coppia licenziata perché stavano uscendo insieme. Billy ammette di provare ancora dei sentimenti per Ally. Ally e Billy si scambiano un bacio.
- Guest star: Albert Hall (giudice Seymore Walsh), Larry Brandenburg (giudice Raynsford Hopkins), Jesse L. Martin (dottor Greg Butters), Conor O'Farrell (avvocato Jordan), Peter Birkenhead (Steve), Kenneth Kimmins (signor Forsley), Bruce Nozick (avvocato), Paul Perri (avvocato Serrano), Lauren Bowles (Callie Horne), J. Karen Thomas (Karen Martin-Gray).

## Una psicanalista per due
- Titolo originale: Sideshow
- Diretto da: Alex Graves
- Scritto da: David E. Kelley

### Trama
Ally si ritrova sconvolta per il bacio con Billy. Billy accetta di accompagnare Ally a una sessione di terapia, ma questo non fa che aumentare la confusione di Ally.
- Guest star: Jesse L. Martin (dottor Greg Butters), Tracey Ullman (dottoressa Tracey Clark).

## Il prezzo di un bacio
- Titolo originale: Sex, Lies and Politics
- Diretto da: Arlene Sanford
- Scritto da: David E. Kelley

### Trama
John e Ling aiutano la proprietaria di una libreria a citare in giudizio un senatore dopo che l'ha accusata falsamente di vendere materiale pornografico, facendole perdere clienti. Ally è ossessionata dal bacio con Billy e lotta con l'impulso di dirlo a Georgia.
- Guest star: Albert Hall (giudice Seymore Walsh), Jennifer Holliday (Lisa Knowles), Jesse L. Martin (dottor Greg Butters), Zach Grenier (avvocato Benson), Peter White (senatore Harold Watkins), Linda Gehringer (Shirley Peterson), Harrison Page (reverendo Mark Newman).

## Guerra civile
- Titolo originale: Civil War
- Diretto da: Billy Dickson
- Scritto da: David E. Kelley

### Trama
Georgia scopre del bacio e le voci si diffondono in tutto l'ufficio. Ally e John si oppongono a Richard e Georgia in tribunale per un caso di stupro. Con l'aumento della tensione tra Georgia e Ally, le due litigano in bagno con Ling e Nelle, con Elaine che filma tutta la scena.
- Guest star: Jesse L. Martin (dottor Greg Butters), Robert Costanzo (George Chisholm), Anson Mount (Kevin Wah), Carmen Argenziano (Harry Wah), Kurt Fuller (Bernard Marsh), Gibby Brand (giudice William McGough), Maria Pitillo (Paula Hunt).

## Amore per sempre
- Titolo originale: Those Lips, That Hand
- Diretto da: Arlene Sanford
- Scritto da: David E. Kelley

### Trama
Ally e John rappresentano un uomo che ha tagliato la mano alla moglie morta come ricordo, ma è accusato di aver causato la sua morte. Richard rompe con Ling perché lei si rifiuta di dormire con lui. Billy e Georgia cercano di riparare il loro matrimonio e di difendere un uomo che è stato licenziato perché si è presentato al lavoro con una pessima acconciatura.
- Guest star: Albert Hall (giudice Seymore Walsh), Gerry Becker (avvocato Myron Stone), Paul Willson (Ross Feinman), Tony Campisi (Joseph), Dott.ssa Joyce Brother (se stessa), Jody Wood (ufficiale Kent), Brad Blaisdell (dottor Alfonso Moreno), Tony Shalhoub (Albert Shepley), Barry White (se stesso), Dyan Cannon (Jennifer 'Whipper' Cone).

## La gara di ballo
- Titolo originale: Let's Dance
- Diretto da: Ben Lewin
- Scritto da: David E. Kelley

### Trama
Elaine è sconvolta quando il suo compagno di ballo si infortuna prima di una competizione, finché Ling non si offre di entrare e ballare. John, Richard e Nelle difendono un altro studio legale contro una donna che afferma di essere stata discriminata dopo aver preso un congedo di maternità. Ally accetta di andare alla sessione di terapia di Billy e Georgia.
- Guest star: David Dukes (Johnson Biblico), Kate McNeil (Marianne Harper), LaTanya Richardson (avvocato Yvette Rose), Wendy Worthington (Margaret Camaro), Rosie O'Donnell (dottoressa Hooper), Dyan Cannon (Jennifer 'Whipper' Cone).

## L'avvocato innamorato
- Titolo originale: Only the Lonely
- Diretto da: Vincent Misiano
- Scritto da: David E. Kelley

### Trama
Elaine inizia a vendere una delle sue invenzioni - un reggiseno per il viso - tramite spot pubblicitari, solo per essere citata in giudizio da sua zia, sostenendo che Elaine ha rubato l'idea a sua cugina Martha. Ally decide di chiedere a Greg di uscire, ma quando va al suo lavoro, lo trova con un'altra donna.
- Guest star: Jesse L. Martin (dottor Greg Butters), Debra Christofferson (Vicky Sharpe), Bruce McCarty (avvocato Calvern), Jennifer Rhodes (Gladys Claven), Susan Blommaert (giudice Fox), Ashley Gardner (Martha Claven), Gabrielle Ford (Casey), Mary McDonough (avvocato Gloria Stepp), Noelle Evans (signora Tyler), Michael Gross (signor Volpe).

## Un uomo in affitto
- Titolo originale: The Green Monster
- Diretto da: Michael Schultz
- Scritto da: David E. Kelley

### Trama
Richard e John difendono una donna che ha lasciato cadere un pianoforte a coda sulla Porsche di suo marito. Georgia inizia a indossare abiti succinti per lavorare, ricevendo molta attenzione da altri uomini per rendere Billy geloso.
- Guest star: Jesse L. Martin (dottor Greg Butters), Albert Hall (giudice Seymore Walsh), Antonio Sabàto Jr. (Kevin Wyatt), Christine Estabrook (Bonnie Mannix), Sara Botsford (avvocato Post), Denis Arndt (Michael Mannix).

## L'amore è un'illusione
- Titolo originale: Love's Illusions
- Diretto da: Allan Arkush
- Scritto da: David E. Kelley

### Trama
Ally inizia a fare sogni bizzarri sulla sua infanzia. Lavora a un caso in cui un uomo fa causa alla moglie per frode dopo aver scoperto che scrive lettere d'amore a un uomo immaginario. Il caso causa grossi problemi ad Ally quando inizia a vedere Al Green e non sa se è reale o meno. Causa anche grossi problemi a John che si ritrova in prigione. Ling finalmente accetta di fare sesso con Richard, ma ora è lui ad avere un problema e cerca aiuto farmaceutico. Nel frattempo, la vita sessuale di Billy e Georgia è andata letteralmente a rotoli.
- Guest star: Albert Hall (giudice Seymore Walsh), Wendy Worthington (Margaret Camaro), Barbara Alyn Woods (Kelly Philbrick), Anne-Marie Johnson (procuratore distrettuale Foster), Paul Bartel (dottore), Robert Picardo (Barry Philbrick).

## L'uomo ideale
- Titolo originale: I Know Him by Heart
- Diretto da: Jonathan Pontell
- Scritto da: David E. Kelley

### Trama
Ally diventa sempre più depressa per la sua vita amorosa, fino a quando Richard le fa un discorso di incoraggiamento. Ally e Renee decidono di andare a più appuntamenti possibili finché non trovano l'uomo giusto.
- Guest star: Wendy Worthington (Margaret Camaro), Gerry Becker (avvocato Myron Stone).